# Kay Francis
Pour les articles homonymes, voir Francis.
Kay Francis est une actrice américaine (13 janvier 1905 à Oklahoma City, Oklahoma - 26 août 1968) qui fit ses débuts à Broadway en 1925 et au cinéma en 1929 dans Noix de coco aux côtés des Marx Brothers. Elle tournera par la suite une cinquantaine de films.

## Biographie
Brune au regard clair, à ses débuts elle précède Hedy Lamarr dans la mythologie des femmes fatales, apparaissant au second plan derrière Clara Bow, Fay Wray ou Jean Arthur. Elle accède rapidement au vedettariat, partenaire de William Powell, Ronald Colman, Fredric March, Herbert Marshall, plus tard Edward G. Robinson, Errol Flynn, Leslie Howard, Claude Rains et Humphrey Bogart.
Elle débute au cinéma dans le studio Paramount qui emploie durant les années trente Marlene Dietrich, Claudette Colbert, Carole Lombard. Puis son contrat est racheté par la Warner « qui agence tout exprès pour elle de somptueux mélodrames » comme Voyage sans retour de Tay Garnett ou les films de Frank Borzage. Elle s'impose aussi dans la comédie avec Ernst Lubitsh.
Pendant presque dix années, elle tourne avec les plus grands réalisateurs : outre ceux précédemment cités, George Cukor, George Fitzmaurice, W. S. Van Dyke, Richard Boleslawski, Mervyn LeRoy, William Dieterle, King Vidor, Michael Curtiz, et John Cromwell qui la dirige à cinq reprises. Elle interprète également plusieurs comédies, sous la houlette des maîtres du genre (Leo McCarey, Norman Z. McLeod), partageant la vedette avec Jack Oakie ou Jack Benny, s'essayant aussi à la comédie musicale, mise en scène par Busby Berkeley, face au fantaisiste Al Jolson.
Elle s'impose en force en 1939 dans une composition secondaire (L'Autre de John Cromwell) mais dès 1940 elle est éclipsée par la jeune Deanna Durbin ; par la suite elle est de nouveau reléguée au second plan derrière Rosalind Russell et Diana Barrymore. La chute de sa popularité est telle que son salaire annuel de 2 275 000 dollars et son statut au sein de la Warner font débat. Elle se retire en 1946 à quarante-trois ans, « refusant catégoriquement de parler de son passé » (son rôle infra dans La femme traquée aura donc pu sembler prémonitoire, à ce titre). La même année cependant, elle fit un retour remarqué à Broadway dans la production State of the Union.

## Filmographie

### Cinéma

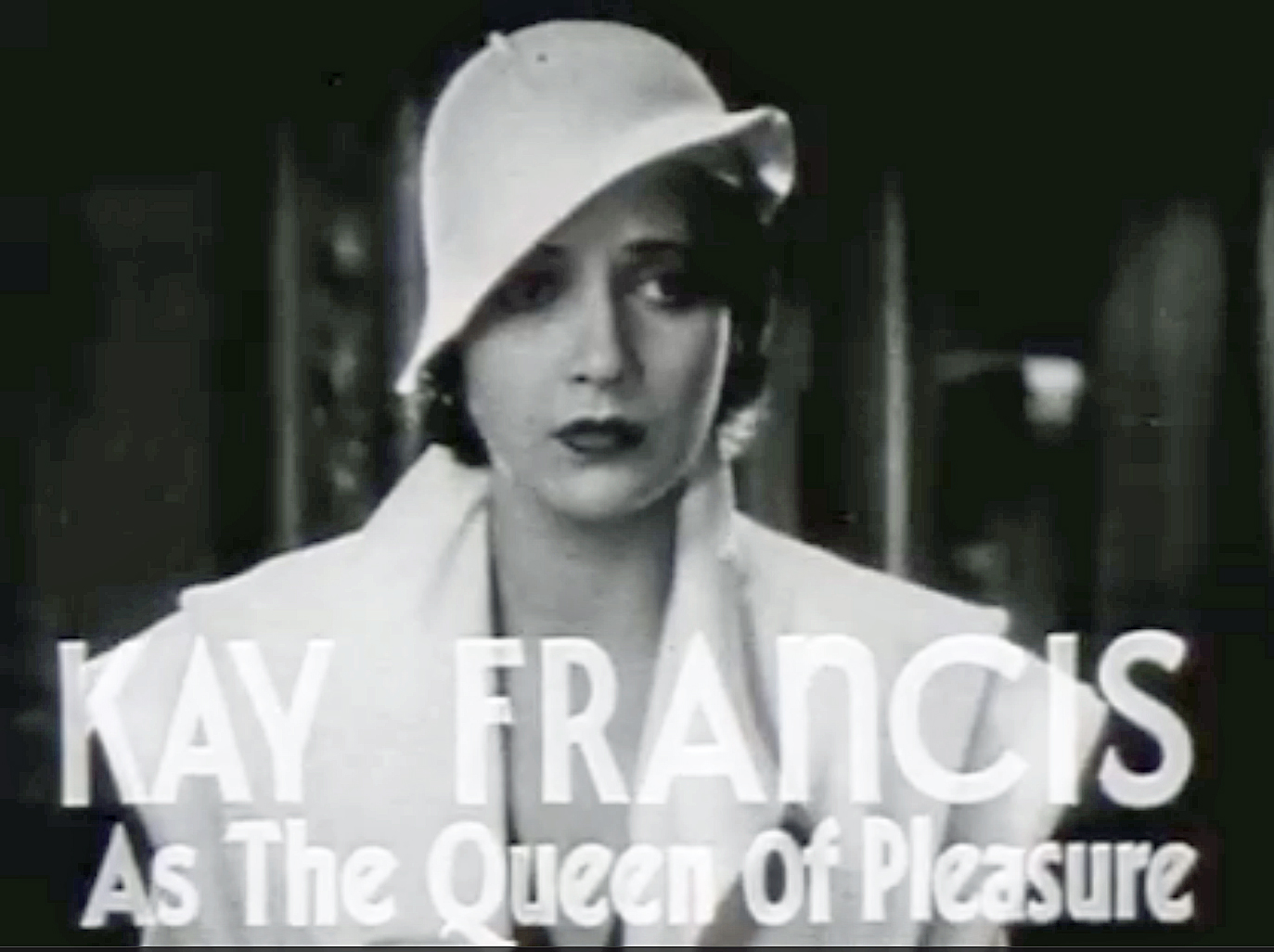
Kay Francis au générique de Sa douce maison (1933).

- 1929 : Illusion de  Lothar Mendes : Zelda Paxton
- 1929 : The Marriage Playground de Lothar Mendes : Lady Wrench
- 1929 : La Danseuse de corde (Dangerous Curves) de Lothar Mendes : Zara Flynn
- 1929 : Gentlemen of the Press (en) de Millard Webb : Myra May
- 1929 : Noix de coco (The Cocoanuts) de Robert Florey et Joseph Santley : Penelope Martin
- 1930 : Sous le maquillage (Behind the Make-Up) de Robert Milton et Dorothy Arzner : Kitty Parker
- 1930 : La Rue de la chance (Street of Chance) de John Cromwell : Alma Mardsen
- 1930 : Paramount on Parade, (Film collectif) : Carmen
- 1930 : A Notorious Affair de Lloyd Bacon : Comtesse Olga Balakireff
- 1930 : For the Defense de John Cromwell : Irene Manners
- 1930 : Raffles de George Fitzmaurice : Gwen
- 1930 : Let's Go Native de Leo McCarey : Constance Cook
- 1930 : Passion Flower de William C. Mille : Dulce Morado
- 1931 : The Virtuous Sin de George Cukor et Louis J. Gasnier : Marya Ivanova Sablin
- 1931 : Scandal Sheet de John Cromwell : Edith Flint
- 1931 : Ladies' Man, de Lothar Mendes : Norma Page
- 1931 : The Vice Squad de John Cromwell : Alice Morrison
- 1931 : Transgression de Herbert Brenon : Elsie Maury
- 1931 : Guilty Hands de W. S. Van Dyke : Marjorie West
- 1931 : Vingt-quatre Heures (24 Hours) de Marion Gering : Fanny Towner
- 1931 : Girls About Town comédie de George Cukor : Wanda Howard
- 1931 : The False Madonna de Stuart Walker : Tina
- 1932 : Strangers in Love de Lothar Mendes : Diana Merrow
- 1932 : Man Wanted de William Dieterle : Lois Ames
- 1932 : Street of Women de Archie Mayo : Natalie Upton
- 1932 : Jewel Robbery de William Dieterle : Baronne Teri
- 1932 : Voyage sans retour (One way passage) de Tay Garnett : Joan Ames
- 1932 : Haute Pègre (Trouble in Paradise) de Ernst Lubitsch : Mariette Collet
- 1932 : Cynara de King Vidor : Clemency Warlock
- 1933 : La Porte des rêves (The Keyhole) de Michael Curtiz : Anne Vallee Brooks
- 1933 : Storm at Daybreak de Richard Boleslawski : Irina Radovic
- 1933 : I Loved a Woman d'Alfred E. Green : Laura McDonald
- 1933 : Mary Stevens, M.D. de Lloyd Bacon : Mary Stevens
- 1933 : Sa douce maison (The House on 56th Street) de Robert Florey : Peggy
- 1934 : Mandalay de Michael Curtiz : Tanya Borodoff / Spot White / Marjorie Lang
- 1934 : Wonder Bar de Lloyd Bacon et Busby Berkeley : Liane Renaud
- 1934 : Dr. Monica de William Keighley : Dr. Monica Braden
- 1934 : Agent britannique (British Agent ou Brutal Agent) de Michael Curtiz : Elena Moura
- 1935 : Sur le velours (Living on velvet) de Frank Borzage : Amy Prentiss
- 1935 : Bureau des épaves (Stranded) de Frank Borzage : Lynn Palmer
- 1935 : The Goose and the Gander de Alfred E. Green : Georgiana
- 1935 : La Femme traquée (I Found Stella Parish) de Mervyn LeRoy : Stella Parish
- 1936 : L'Ange blanc (The White Angel) de William Dieterle : Florence Nightingale
- 1936 : Give Me Your Heart de Archie Mayo : Belinda Warren
- 1937 : Stolen Holiday de Michael Curtiz : Nicole Picot
- 1937 : Confession de Joe May : Vera Kowalska
- 1937 : First Lady de Stanley Logan : Lucy Chase Wayne
- 1937 : La Tornade (Another Dawn), de William Dieterle : Julie Ashton Wister
- 1938 : Women Are Like That de Stanley Logan : Claire Landin
- 1938 : Chéri (My Bill) de John Farrow : Mary Colbook
- 1938 : Secrets of an Actress de William Keighley : Faye Carter
- 1938 : Caprice d'un soir (Comet Over Broadway) de Busby Berkeley : Eve Appleton
- 1939 : Hommes sans loi (King of the Underworld) de Lewis Seiler : Carole Nelson
- 1939 : Women in the Wind de John Farrow : Janet Steele
- 1939 : L'Autre (In Name Only) de John Cromwell : Maida Walker
- 1940 : La Douce Illusion (It's a Date) de William A. Seiter : Georgia Drake
- 1940 : Les Dalton arrivent (When the Daltons Rode) de George Marshall : Julie King
- 1940 : Little Men de Norman Z. McLeod : Jo
- 1941 : Play Girl de Frank Woodruff : Grace Herbert
- 1941 : The Man Who Lost Himself de Edward Ludwig : Adrienne Scott
- 1941 : La Marraine de Charley (film, 1941) (Charley's Aunt) d'Archie Mayo : Donna Lucia d'Alvadorez
- 1941 : The Feminine Touch  de W. S. Van Dyke : Nellie Woods
- 1942 : Always in My Heart (film) de Jo Graham : Marjorie Scott
- 1942 : Le Fruit vert (Between Us Girls) de Henry Koster : Christine Bishop
- 1944 : Four Jills in a Jeep de William A. Seiter : Kay Francis
- 1945 : Divorce de William Nigh : Dianne Carter
- 1946 : Wife Wanted de Phil Karlson : Carole Raymond

### Télévision
- 1950 : The Prudential Family Playhouse (Série TV) : Dorothy Hilton
- 1951 : Lux Video Theatre (en) (Série TV) : Alice